# Thomas von Westen

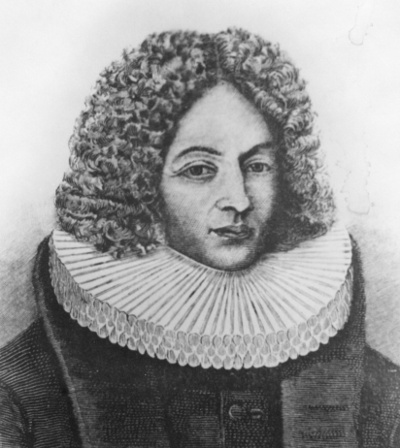
Thomas von Westen (1682–1727)

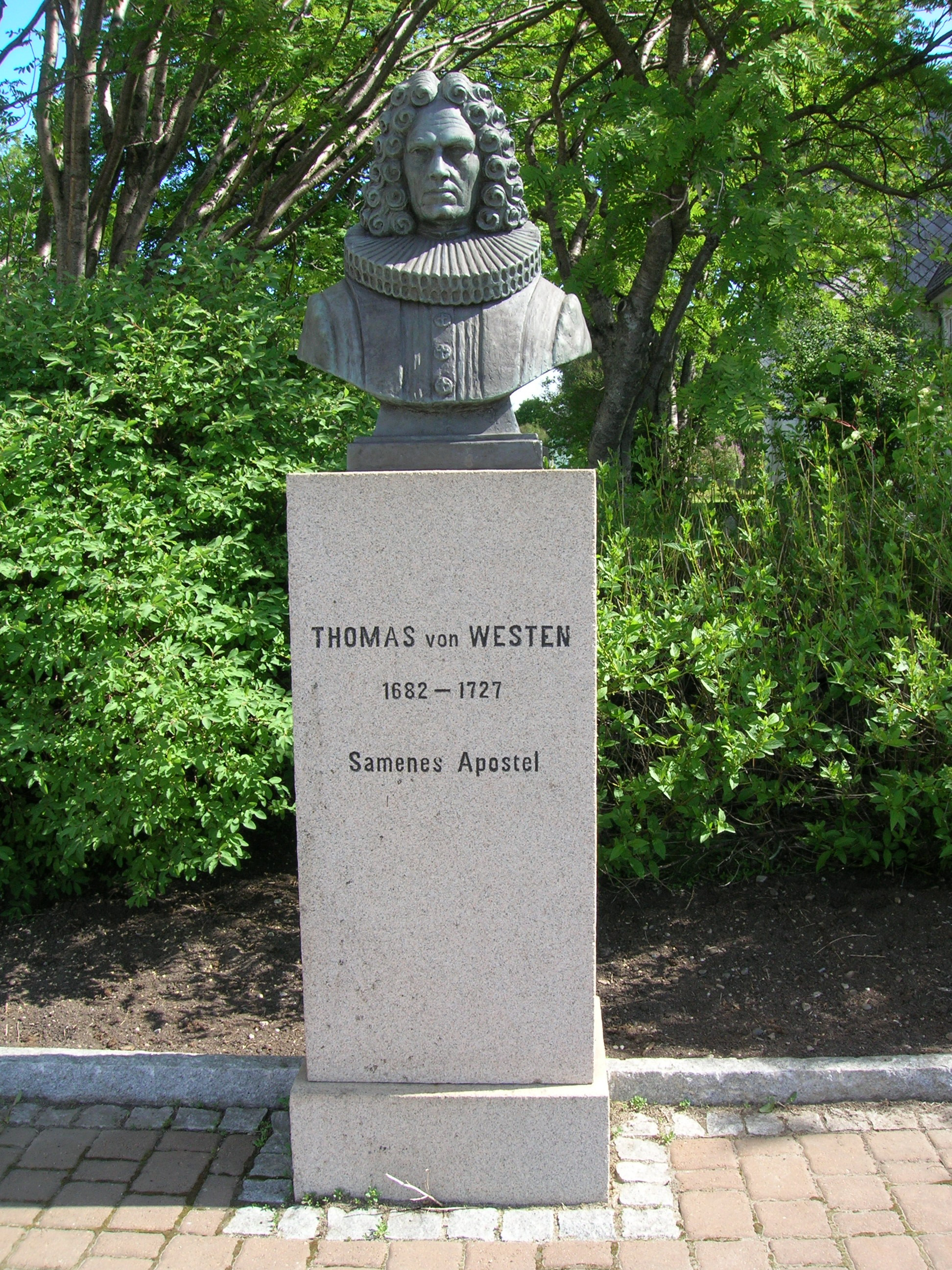
Büste von Thomas von Westen vor der Mo Kirche in Mo i Rana (Nordland)

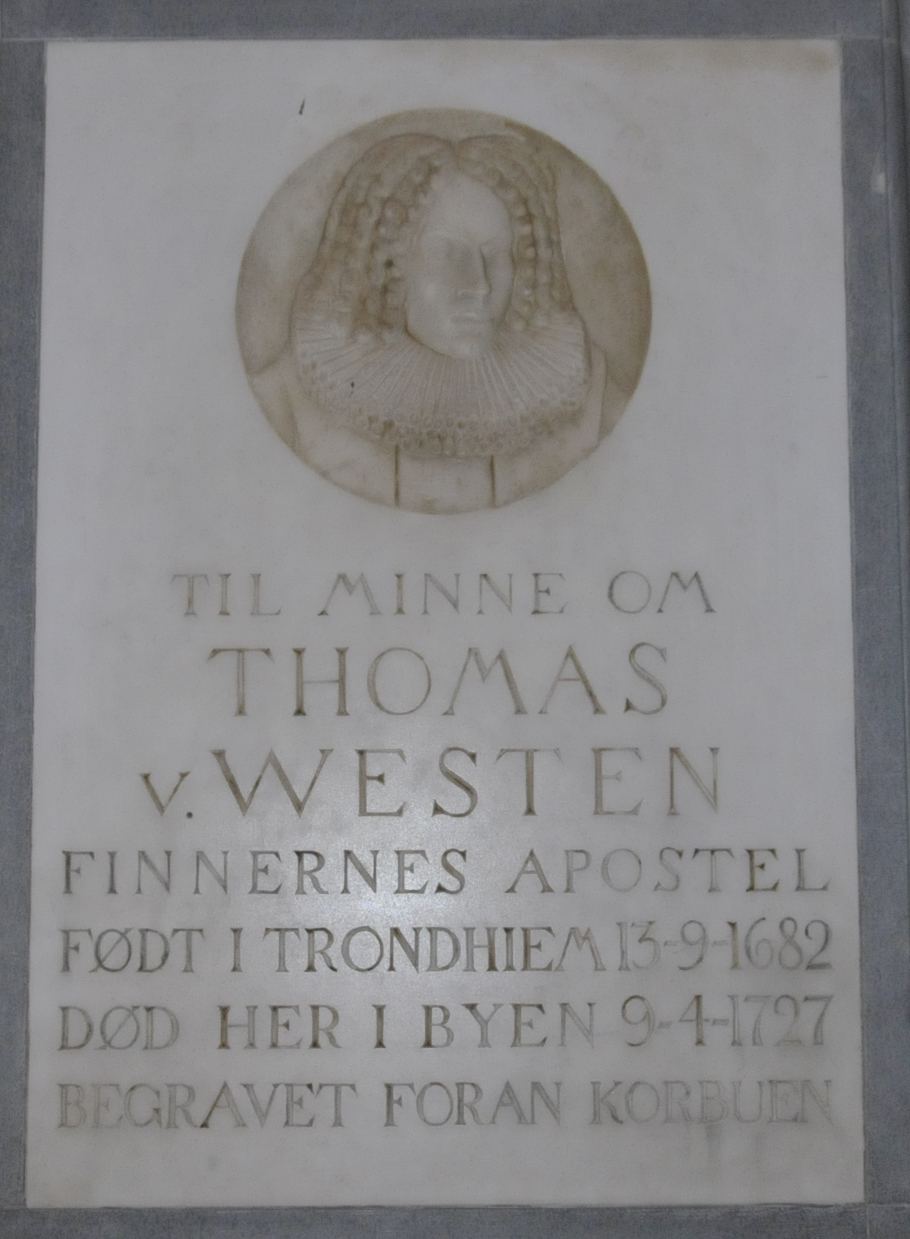
Gedenktafel im Nidarosdom in Trondheim

Thomas von Westen (* 13. September 1682 in Trondheim; † 9. April 1727 ebenda) war Leiter der Samen- oder Lappland-Mission.

## Leben
Thomas von Westen war ursprünglich Lektor. 1716 wurde er von Friedrich IV. von Dänemark zum Leiter der Samen- oder Lapplandmission ernannt. An der Domschule Trondheim bildete er Lehrer und Katecheten als Missionare für die Samen aus. Von Westen unternahm drei ausgedehnte Reisen nach Lappland und studierte dabei Land und Leute. Dank seiner behutsamen und würdevollen Behandlung der Samen hatte er bei seiner Verkündigung große Erfolge. Während seiner letzten Lebensjahre lebte er in Trondheim und konnte den dortigen Aufgaben weiter nachgehen.

## Gedenktag
10. April im Evangelischen Namenkalender.